# Province de Gênes
La province de Gênes (provincia di Genova en italien) est une ancienne province italienne, dans la région de Ligurie, dont le chef-lieu était la ville de Gênes. Elle est remplacée par la ville métropolitaine de Gênes le 1er janvier 2015.

## Géographie
D'une superficie de 1 838 km2, son territoire correspondait exactement à celui de la ville métropolitaine de Gênes, qui lui a succédé.

## Histoire

La province de Milan au sein des 17 provinces du royaume de Sardaigne en 1859.

Créée en 1859 au sein du royaume de Sardaigne, la province est amputée de La Spezia en 1923 et de Savone en 1927, la province cesse d'exister le 31 décembre 2014. Elle est remplacée par la ville métropolitaine de Gênes sur le même territoire.